# 白土三平
白土 三平（しらと さんぺい、本名：岡本 登（おかもと のぼる）、1932年2月15日 - 2021年10月8日）は、日本の男性漫画家。東京府出身。A型。『忍者武芸帳 影丸伝』『サスケ』『カムイ伝』など忍者を扱った劇画作品で人気を博した。
父親はプロレタリア画家の岡本唐貴。妹は絵本作家の岡本颯子。弟の岡本鉄二（1933年 - 2021年10月12日）は「赤目プロ」で作画を担当、岡本真は「赤目プロ」マネージャーを経て銀杏社を設立。

## 経歴

### 生い立ち
1932年、東京府の豊多摩郡（後の東京市杉並区）に出生。幼少時は画家をしていた父の活動により神戸や大阪の朝鮮人部落のそばなどを転々とする。
1938年春、大阪から東京に戻る。1944年、私立練真中学校（旧制）に入学。直後に戦争が激化したため、長野県小県郡中塩田村（現上田市の八木沢駅付近）に一家で疎開し、旧制長野県上田中学校（現長野県上田高等学校）に通う。この旧制中学にいた白土牛之助という軍人の苗字が、後にペンネームの由来となる。特高警察の拷問の後遺症で脊椎カリエスを病んでいた父に代わり、山仕事や力仕事で家計を支える。1年ほど塩田で過ごした後、真田へ引越しさらにその後、西塩田に引越した。
1946年、東京に戻る。白土の弟・真は近くの被差別部落（東京都練馬区）に住んでいた荻原栄吉（後の部落解放同盟練馬支部長）と同級生で仲がよく、真は荻原の家業を手伝ったりもしたため、荻原は「『カムイ伝』など白土三平の漫画には練馬での体験が影響しているのかと思うことがある」と述べている。

### 紙芝居の制作者として
1947年頃に手塚治虫の作品を知る。のち、経済的理由により練真中学（旧制）を3年の途中で中退。父の知人の金野新一のアトリエで、山川惣治作の紙芝居の模写・彩色の仕事を手伝い始める。
1951年、金野の指導の下『ミスタートモチャン』という紙芝居を制作。当時はノボルというペンネームだった。以後数年間このシリーズの紙芝居を手がけた。
1955年、紙芝居仲間からの紹介をうけて東京都葛飾区金町に移り、仲間と共同生活を始め、紙芝居『カチグリかっちゃん』を描く。白土は遊びに来る近所の子供らから「イチ二の三チャン」という愛称で親しまれ、これが「三平」の名の元になる。また、この時期、黒川 新というペンネームも使用している。この年共同生活者であった瀬川拓男が人形劇団「太郎座」を立ち上げ、白土も舞台背景の制作で参加。また加太こうじの紹介で機関紙に4コマ漫画の連載を行なう。
1956年、板橋に転居し、「太郎座」のメンバーの一人だった李春子（通名・小林まゆみ）と結婚。このころ日本共産党への入党を希望し、1年間ボランティアで機関紙『赤旗』を配達したが、入党は叶わなかった。

### 漫画家デビュー、「忍者武芸帳」
1957年、劇団の先輩だった少女漫画家の牧かずまに漫画を描くことを勧められ、牧のアシスタントをしながら漫画の技法を学ぶ。同年8月、実質的なデビュー作『こがらし剣士』を巴出版から刊行。しかし直後に出版社が倒産し、長井勝一の日本漫画社に移って貸本漫画を多数手がける。当時は雑誌『影』、『街』など劇画が隆盛を迎えつつあり、白土も劇画の影響を受ける。1959年からは長井が新たに設立した三洋社で『忍者武芸帳』の刊行を開始。1962年まで全17巻が刊行され、当時としては破格の大長編となった。作者の構想力は冒頭から最後まで凄まじいスピードと迫力で展開され、戦国時代という歴史を生きる人間存在が全身全霊で生き、闘い、愛し、死ぬ様を時に残酷なまでに、描くべきものは全て描き切った漫画史上に残る傑作中の傑作である。
1961年、長井が三洋社を解散し青林堂を設立、白土はここで『サスケ』『忍法秘話』などの貸本を手がける。1963年、『サスケ』『シートン動物記』により第4回講談社児童まんが賞受賞。

### ガロ時代

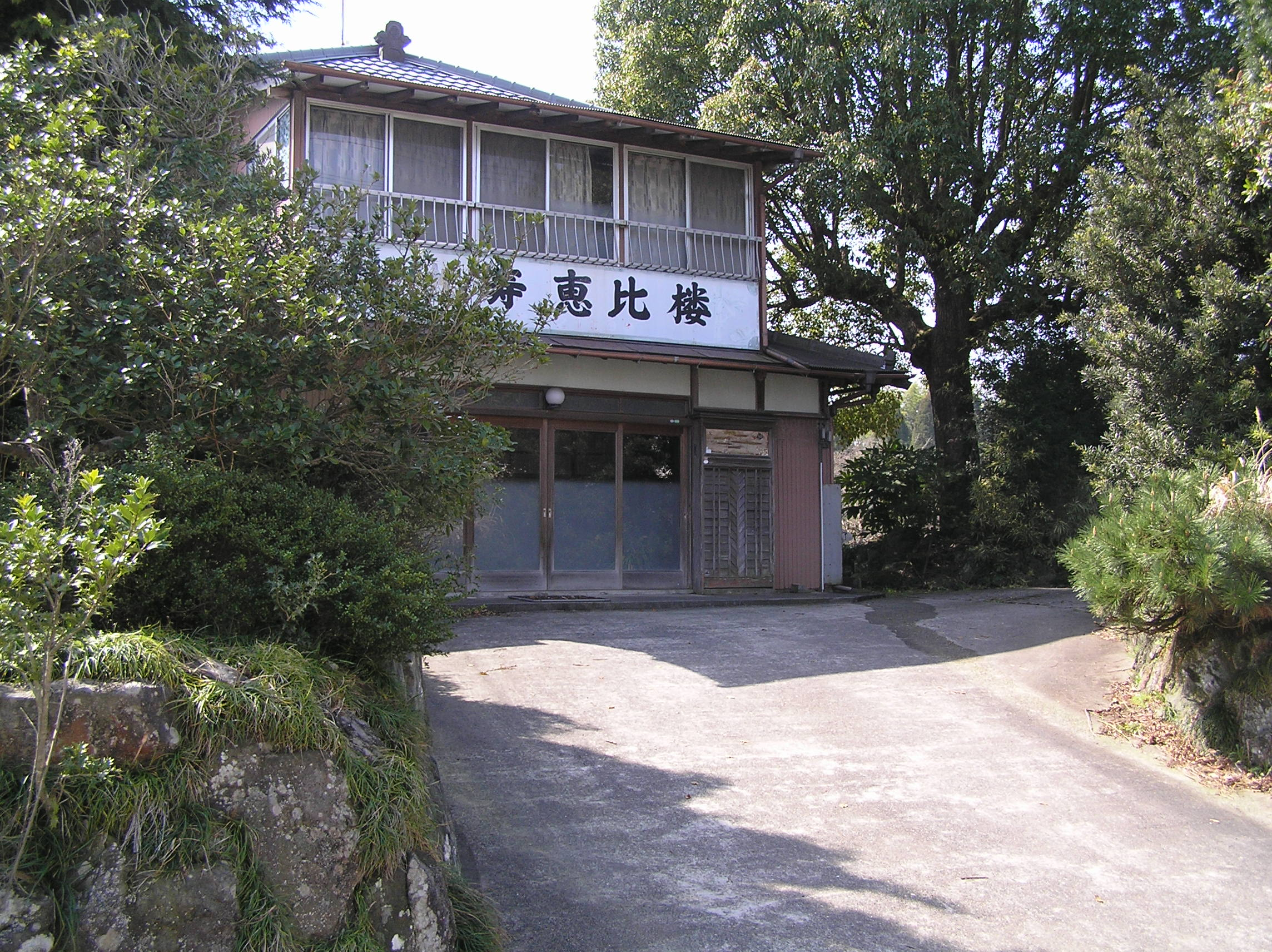
つげ義春を誘いしばしば滞在した大多喜の寿恵比楼旅館。『ワタリ』のコマ割りを手がけた。つげはこの滞在に多くのインスピレーションを得て多数の名作を生んだ。

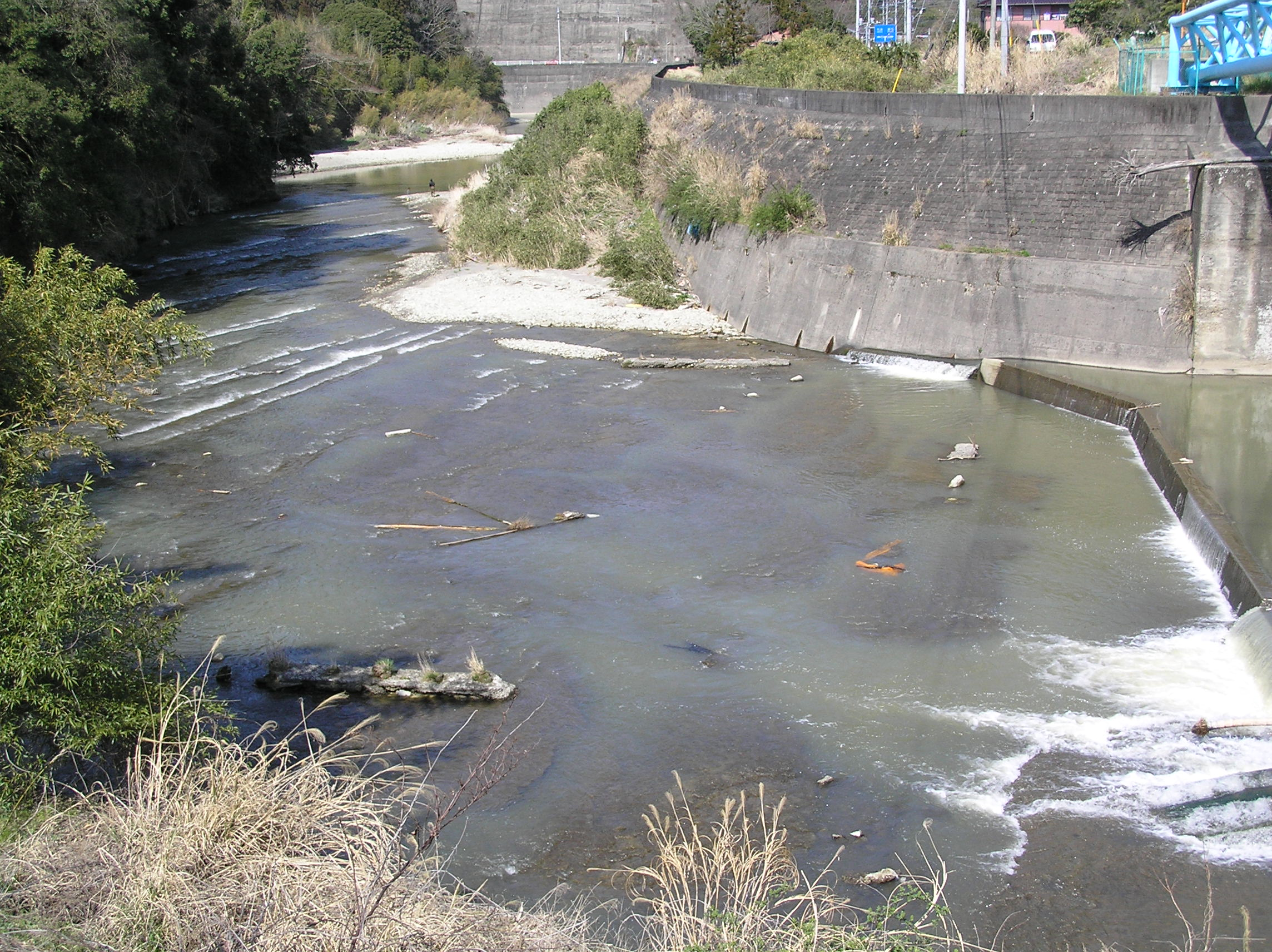
つげの『西部田村事件』で脱走患者が岩に開いた穴に足をはめてしまうシーンがあるが、白土が足をはめ、それを題材としたものである。写真がその場所。

1964年、青林堂より『ガロ』が創刊。『ガロ』はもともと白土の新作『カムイ伝』のための雑誌として創刊されたものであり、白土はこの作品のために「赤目プロダクション」を設立し量産体制に入る。白土は『ガロ』の設立者だったため原稿料が出ず、そのため『カムイ伝』のほかに他誌にも『ワタリ』『カムイ外伝』（ともに1965年 - ）などを発表しスタッフを養った。
1965年、白土は『ガロ』誌上で雑誌『迷路』の時代から高く評価していたつげ義春に連絡を乞う。つげは9月号に「噂の武士」を執筆。また、つげを大多喜への旅行に誘うなど大きな影響を与えた。赤目プロスタッフとの交流にも刺激を受けたつげは1966年2月号に自身の代表作となる『沼』を発表する。つげの心身を解放し自由な発表の舞台を与え、才能を全開させた功績は特筆すべきものがある。同年にはつげの初の作品集『噂の武士』に解説を寄せている。
白土は誌上で「既成雑誌にはないおのれの実験の場として、この「ガロ」を大いに利用していただきたい。」と宣言し、新人の誕生を促す。白土の支持を背景に、池上遼一、佐々木マキ、林静一がデビューし、編集の高野慎三により、彼らの観念的でストーリー性を排した作品が優遇された。

### ビッグコミック時代
1971年、『カムイ伝』第一部が終了。続編が待たれたものの長らく再開されず、第二部が開始されたのは、『神話伝説シリーズ』（1974年 - ）や『カムイ外伝 第二部』（1982年 - ）などの作品を経た1988年のことである。第二部は『ビッグコミック』で2000年まで連載され、2006年に発売された全集に書き下ろしを加え完結。2009年には『カムイ外伝』の映画化にあわせて新作を久々に執筆した。現時点ではこれが事実上の遺作となった。晩年は『カムイ伝 第三部』を構想中とあった。
2012年、赤目プロの業務を解散（登記では2023年まで）。
2017年の春、軽トラを運転中に崖から転落して3か月入院した。もう漫画を連載することは出来ないと、同年12月の朝日新聞の取材で語っている。

### 死去
2021年10月8日、誤嚥性肺炎のため東京都内の病院で死去。89歳没。訃報は同月26日に小学館から公表されるとともに、弟の岡本鉄二も4日後の12日に間質性肺炎のため88歳で死去したことも明らかになった。

## 作風と影響
『忍者武芸帳』『カムイ伝』などに代表される作品の読み方の一つとして、マルクス主義や唯物史観があるとされ（ただし白土自身は、それらを意識したり作品で主張したことはないという）、この観点から当時の学生や知識人に読まれたことなどが後に漫画評論を生む一因となった。
白土の忍者漫画は、実現が可能であるかどうかはともかく、登場する忍術に科学的・合理的な説明と図解が付くのが特徴であり、荒唐無稽な技や術が多かったそれまでの漫画とは一線を画するものである。
手塚治虫は、白土作品の登場により子供漫画には重厚なドラマ、リアリティ、イデオロギーが要求されるようになったと指摘している。
最初期はいわゆる手塚治虫タッチの延長で、可愛らしい絵柄ではあったが、1958年から隆盛となったさいとう・たかをらの劇画の影響を受けて、『忍者武芸帳』以降はするどく荒々しいタッチで笑いが一切ないシリアスなストーリーが展開し（多少のコミカルな描写があるにとどまる）、アクションシーンでは容赦のない人体破壊の描写が話題を集めた。また、女性や子供、はては主人公であってさえも、残酷な運命から逃れ得ないというシビアさも、特徴的な作風として確立されていた。
1970年代に入り『ビッグコミック』誌上で発表された作品群は、いわゆる劇画タッチといわれる緻密な作画であった。作画担当は実弟の岡本鉄二とクレジットされてはいるが、本人のやる気を奮起させるためとのことであり、白土三平本人が作画に関わらなくなったわけではない。この時期以降の作品についても、白土本人の手による緻密な下絵が残されている。
つげ義春を無名時代から高く評価し、「ガロ」に尋ね人の広告を出して探し出し、発表の場を与え、房総旅行にも誘うなどして潜在能力を発揮させた。

## 主要作品

### 漫画
- こがらし剣士（1957年）
- 死霊（1958年）
- 黄金色の花（1958年）
- 甲賀武芸帳（1957年-1958年）
- 嵐の忍者（1958年-1959年）
- からすの子（1959年）
- 消え行く少女（1959年）
- 忍者旋風シリーズ（1959年-1966年） ※風魔忍風伝・真田剣流・風魔
- 忍者武芸帳 影丸伝（1959年-1962年）
- 風の石丸（1960年）
- 狼小僧（1961年）
- 赤目（1961年）
- 2年ね太郎（1963年）
- シートン動物記（1961年-1964年）
- サスケ（1961年-1966年）(月刊少年)
- 死神少年キム（1962年-1963年）
- 栬𨊂𠎁潢（）（1963年-1964年）(週刊少年サンデー)
- カムイ伝（1964年-1971年）(月刊ガロ)
- ワタリ（1965年-1966年）(週刊少年マガジン)
- カムイ外伝 第一部（1965年-1967年）(週刊少年サンデー)
- 神話伝説シリーズ（1974年-1980年）(ビッグコミック)
- 女星シリーズ（1979年-1981年）
- カムイ外伝 第二部（1982年-1987年）(ビッグコミック)
- カムイ伝 第二部（1988年-2000年）(ビッグコミック)
- カムイ外伝 再会（2009年）

### エッセイ
- 白土三平 フィールド・ノート1 「土の味」（1987年 BE-PAL BOOKS）
- 白土三平 フィールド・ノート2 「風の味」（1988年 BE-PAL BOOKS）
- 白土三平 野外手帳（1993年 小学館ライブラリー OUTDOOR EDITION）
  - 月刊誌『BE-PAL（ビーパル）』（小学館）に連載されたエッセイ『白土三平フィールド・ノート』（連載1983年6月号-1988年3月号）の単行本。『白土三平 野外手帳』は絶版となった『土の味』『風の味』2冊を纏め出版されたもの。
- 白土三平の好奇心1 「カムイの食卓」（1998年 Lapita Books）
- 白土三平の好奇心2 「三平の食堂」（1998年 Lapita Books）
  - 月刊誌『LAPITA（ラピタ）』（小学館）に連載されたエッセイ『白土三平の好奇心』（連載1995年冬号-1999年3月号）の単行本。

## テレビアニメ
- 少年忍者 風のフジ丸（NETテレビ・全65話/放映期間1964年6月7日-1965年8月31日）
『忍者旋風（風魔忍風伝）』、『風の石丸』を原作にした東映動画制作のテレビアニメ。モノクロ作品だが、第1話がモノクロ版とは別にカラー版が制作されている[注 2]。スポンサーは藤沢薬品工業の一社提供で、タイアップのため、主人公の名前がフジ丸に変更されている。キャラクターデザインは楠部大吉郎。放映に併せ久松文雄による漫画も連載された。放映中、3回劇場アニメ映画化。ストーリーのオリジナル化やキャラクター権を東映動画が独占するため、第29話以降白土三平を原作から外している。この一件以降、白土は自作品の映像化に対して厳格な姿勢をとっている。
- サスケ（TBS・全29話/放映期間1968年9月3日-1969年3月25日）
TCJ動画センター制作のテレビアニメ。カラー放送。スポンサーは森永製菓。TCJの高橋茂人による説得でアニメ化が実現する。放映に併せ『サスケ（リメイク版）』を『週刊少年サンデー』に連載（1968年7月-1969年5月）。1968年9月からは『サスケ（絵物語版）』が『小学一年生』で、久松文雄による『サスケ（絵物語版）』が『小学二年生』で連載された。
- 忍風カムイ外伝（フジテレビ・全26話/放映期間1969年4月6日-1969年9月28日）
TCJ動画センター制作のテレビアニメ。カラー放送。企画は高橋茂人の瑞鷹エンタープライズ。原作は20回分までしかなく、後半6回分は、各回当時の原稿用紙で3、4枚分のプロットを白土から渡され、田代淳二による構成で脚本が制作された[12]。これを再編集したものが映画版であり、1982年には白土自身による漫画化もされている。初期製作資料によると放映第1話の前に放映されなかった第1話「抜け忍（伊賀赤目の滝）」があったという。当初の企画は『忍者武芸帳』のアニメ化であり、また後番組としては『ワタリ』が予定されていたが実現せず、両方ともパイロットフィルムのみが存在する。結局、後番組として放送されたのが、現在までエイケンかつフジテレビの屋台骨を支えている『サザエさん』であり、スポンサーの東芝はこの作品からの一社提供。

## 映画
- 少年忍者 風のフジ丸 謎のアラビヤ人形（1964年7月21日公開）
- 少年忍者 風のフジ丸 まぼろし魔術団（1965年3月20日公開）
- 少年忍者 風のフジ丸 大猿退治（1965年7月24日公開）
上述の同名テレビアニメの映画化。いずれも「東映まんがまつり」の前身である「まんが大行進」の1本として公開。全てテレビアニメ版の一部を再編集したもの。白土が原作者としてクレジットされているのは二作目まで。
- 大忍術映画ワタリ（1966年7月21日公開 / 監督：船床定男）
東映京都撮影所制作の特撮実写映画。脚本の段階から白土自身のライフワークともいえる“階級解放闘争”に関する部分がストーリーから削られていたことから激怒。制作を拒否するも、映画化の推進者であった東映テレビ部の渡邊亮徳次長（当時）の説得で制作が進められた。しかし完成試写で関係悪化は決定的となる。上述の『風のフジ丸』での一件もあり、白土は東映との絶縁を宣言する事態となる。映画自体は実写とアニメーションの合成によるダイナミックな画面が功を奏し、ヒット作となる。公開後、東映初のカラーテレビ特撮時代劇として続編が作られる予定があったが、こうした事態で急遽横山光輝原作の『仮面の忍者 赤影』（1967年4月-1968年3月）の映像化の企画へ差し替えられた。『仮面の忍者 赤影』には『大忍術映画ワタリ』の主人公役だった金子吉延が青影として出演。併映作品は東映動画制作の『サイボーグ009』。
- 忍者武芸帳（1967年2月15日公開 / 監督：大島渚）
ATG配給。大島渚がスチル写真をフィルムに撮り制作した短編映画『ユンボギの日記』（1965年）と同じ手法で制作される。企画があがった当時『忍者武芸帳』の原稿は完全には残っていなかった。そのため原稿紛失分を小島剛夕が貸本印刷物からトレース、全原稿が完成したところで撮影に入った。撮影は1966年5月までに完了。当初は1966年5月公開の予定だったらしいが、監督による編集の拘りで約一年遅れての公開となった。この間、1966年8月から1967年1月にかけて小学館から単行本が発刊されている。
- 忍風カムイ外伝「月日貝の巻」（1971年3月20日公開）
東宝配給。上述の同名テレビアニメの映画化。テレビアニメの第21話から第26話（最終話）までを再編集・一部追加し制作されたもの。
- カムイ外伝（2009年9月19日公開 / 監督：崔洋一）
『カムイ外伝』製作委員会制作、松竹配給。松山ケンイチ主演による実写映画。

## アシスタント
- 小島剛夕（1964年から1968年まで）
- 小山春夫
- 岡本鉄二
- 楠勝平
- いけうち誠一